# Leerstoel
Een leerstoel is in het academisch spraakgebruik een hoogleraarspost. De hoogleraar bekleedt een leerstoel met een bepaalde leeropdracht, het onderwerp of vak waarin hij of zij geacht wordt onderwijs te geven en onderzoek te doen.

## Nederland
- In Nederland zijn er gewone, buitengewone en bijzondere leerstoelen, bekleed door respectievelijk een gewoon hoogleraar, buitengewoon hoogleraar en bijzonder hoogleraar. Bijzondere leerstoelen worden vaak uit externe bronnen gefinancierd.

## België
In België bestaan bijzondere leerstoelen voornamelijk aan de KU Leuven en de Université catholique de Louvain. Daarnaast bestaan er bijzondere leerstoelen aan de andere universiteiten en aan sommige hogescholen. 

### Katholieke Universiteit Leuven
Sinds 1982 worden aan de Katholieke Universiteit Leuven, naar Angelsaksisch model, leerstoelen-op-naam opgericht. Ze worden aangewend om de belangstelling aan te wakkeren van personen, verenigingen en bedrijven voor universitair onderzoek en kennisoverdracht. In de praktijk gaat het om tijdelijke leerstoelen (gemiddeld drie jaar) op basis van een daartoe gedane schenking, die rond de 60.000 à 100.000 euro per jaar bedraagt.
De leerstoelen-op-naam bieden de mogelijkheid aan de universiteit om de meest getalenteerde docenten en hun medewerkers aan te moedigen. De titularis kan het ter beschikking gestelde bedrag aanwenden voor onderwijs en/of onderzoek. Hij/zij kan ook voor de looptijd van de leerstoel een buitenlandse onderzoeker of extra personeel aantrekken.
De schenkers kunnen aan de leerstoel hun eigen naam toekennen, of die van een bedrijf, vereniging of persoon die ze op een speciale wijze willen erkennen. Het wetenschappelijke thema van een leerstoel wordt bepaald in overleg met de schenker en de academische overheid. De titularis van de leerstoel wordt benoemd door de rector van de universiteit, op voorstel van de decaan van de faculteit. Het grootste aantal leerstoelen heeft betrekking op onderzoek in de faculteit geneeskunde.

#### Enkele voorbeelden van leerstoelen aan de K.U.Leuven
Leerstoelen die werden ingehuldigd begin 2011:
- Faculteit Geneeskunde, Roche Chair in Gastrointestinal Oncology, titularis: Prof. dr. Erik Van Cutsem (2011- )
- Faculteit Geneeskunde, CAF-DCF leerstoel in innovatief stamcelonderzoek, titularis: prof. dr. Michel Delforge (2011- )
- Faculteit Geneeskunde, Fonds Herman Van den Berghe, titularis: De heer Jan Verhamme (2011- )
- Faculteit Economie en Bedrijfswetenschappen, Deloitte Chair on Governance, titularis: Prof. dr. Ann Gaeremynck (2011- )
- Faculteit Geneeskunde, Actelion Leerstoel voor PAH gerelateerd aan volwassen congenitale hartpathologie, titularis: Prof. dr. Werner Budts (2011- )

#### Lijst van leerstoelen-op-naam aan de K.U.Leuven
De hiernavolgende lijst geeft de toestand weer van bijzondere leerstoelen aan de KU Leuven begin 2011.
- Abbott Chair for IBD Research, titularissen: Prof. dr. Paul Rutgeerts & Prof. dr. Gert Van Assche
- Abbott Chair for Psoriatic Arthritis, titularissen: Prof. dr. Rik Lories & Dr. Kurt De Vlam
- Acerta Leerstoel Talent Management & Employability, titularis: Prof. dr. Luc Sels
- Actelion Leerstoel voor PAH gerelateerd aan volwassen congenitale hartpathologie, titularis: Prof. dr. Werner Budts
- Actelion Leerstoel voor Pulmonale Hypertensie, titularis: Prof. dr. M. Delcroix
- ACW-ACV Leerstoel Duurzame, rechtvaardige en zorgzame samenleving, titularis: Prof. dr. Patrick Develtere
- Agfa-Gevaert Leerstoel voor Radiologische Beeldvorming & Beeldverwerking, titularis: Prof. dr. G. Marchal
- AG Insurance Chair in Health Insurance: The challenge to align societal goals and actuarial practice in complementary health Insurance, titularissen: Prof. dr. Jan Dhaene, Prof. dr. Marc Goovaerts en Prof.dr. Michel Denuit
- Amgen Leerstoel voor Supportieve Kanker Therapie, titularis: Prof. dr. J. Vansteenkiste
- AMO (Advanced Medical Optics) Chair in Refractive Surgery, titularissen: Prof. dr. Bea Foets & Prof. dr. Werner Spileers
- Andreas Grüntzig Leerstoel voor Interventionele Cardiologie (Medtronic B.V.), titularissen: Prof. dr. W. Desmet & Dr. C. Dubois
- Arthur Bax en Anna Vanluffelen Leerstoel voor de ziekte van Alzheimer, titularis: Prof. dr. Bart De Strooper
- Astellas Leerstoel voor Oncologische Urologie, titularis: Prof. dr. Hein Van Poppel
- AstraZeneca Chair in Cardiology, titularissen: Prof. dr. Hein Heidbüchel and Prof. dr. S. Janssens
- AstraZeneca Chair in Personalised Lung Cancer Care, titularis: Prof. dr. Johan Vansteenkiste
- AstraZeneca in de Respiratoire Pathofysiologie, titularis: Prof. dr. M. Decramer
- Atlas Copco Research Chair in Service Systems, titularis: Prof. dr. Marc Lambrecht
- Balcaen Leerstoel, titularis: Prof. dr. Marc Boogaerts
- Bayer Lecture Chair on dual targeting theradiagnostics as a potential new cancer therapy, titularis: Prof. dr. Yicheng Ni
- Bayer Leerstoel voor onderzoek en educatie omtrent congenitale bloedingsproblemen bij kinderen, titularis: Prof. dr. Christel Van Geet
- Bayer Chair on Fundamental Genetic Research regarding the Neuroimmunologieal Aspects of Multiple Sclerosis, titularis: Prof. dr. Bénédicte Dubois
- Baxter Leerstoel Parenterale Voeding, titularis: Prof. dr. Ludo Willems
- Baxter Leerstoel voor Preventie en Behandeling van Inhibitoren bij Hemofilie, titularissen: Prof. dr. Marc Jacquemin en Prof. dr. Kathelijne Peerlinck
- Benoit Steverlynck Leerstoel voor Hematologie (N.V. Koceram), titularis: Prof. dr. M. Boogaerts
- Biotronik Leerstoel Cardiale Elektrofysiologie, titularis: Dr. Dieter Nuyens
- BNP Paribas Fortis Chair in HR Management, titularis: Prof. dr. Martin Euwema
- Boerenbond Leerstoel Landbouw en Samenleving, titularis: Prof. dr. Eddy Decuypere, prof. dr. Johan De Tavernier en prof. dr. Josse De Baerdemaeker.[1]
- C.A.F. - D.C.F. Leerstoel voor Onderzoek bij Transplantatie van Abdominale Organen, titularissen: Prof. dr. Diethard Monbaliu en Prof. dr. Jacques Pirenne
- C.A.F. - D.C.F. Leerstoel voor Stamcelplasticiteit, titularis: Prof. dr. M. Delforge
- Capgemini, titularis: Prof. dr. Marc Van Hulle
- Cardiale Elektrofysiologie, titularis: Prof. dr. Rik Willems
- Chair Baron J.P. Berghmans & Professor G. Dereymaeker in Biomechanics of Ankle and Foot, titularissen: Prof. dr. Jos Vander Sloten en Prof. dr. Ilse Jonkers
- Chair Em. Prof. dr. A. Baert – Siemens Medical Solutions, titularis: Prof. dr. G. Marchal
- Chair in Intraocular Surgery, titularis: Prof. dr. P. Stalmans
- Chair Translational Research in Knee Surgery, titularis: Prof. dr. Johan Bellemans
- Chair Translational Research in Multiple Sclerosis, titularis: Prof. dr. Bénédicte Dubois
- Covidien AG Medtronic Chair Surgical Treatment Pulmonary Emphysema, titularis: Prof. Dr. Laurens Ceulemans
- CSL Behring Chair in Primary Immune Deficiency in Children, titularis: Prof. dr. Isabelle Meyts
- Deloitte Leerstoel Corporate Governance, titularissen: Prof. dr. Ann Gaeremynck en Prof. dr. Nancy Huyghebaert
- Delta Lloyd Life Leerstoel Pensioenbeleid, titularis: Prof. dr. Jos Berghman
- Dexia Leerstoel Corporate Social Responsibility in the Financial Sector, titularis: Prof. dr. Patrick Develtere
- E. von Behring Chair in Neuromuscular and Neurodegenerative Disorders, titularis: Prof. dr. W. Robberecht
- EGA Chair European Policy toward Generic Medicine, titularis: Prof. dr. Steven Simoens
- Electrabel Leerstoel voor Electrowarmte (Electrabel N.V.), Beheerder: Prof. dr. ir. Ronnie Belmans
- Eli Lilly & Boehringer Ingelheim Chair in Biological Psychiatry, titularis: Prof. dr. Koen Demyttenaere
- Eli Lilly L. Hertel Leerstoel voor Respiratoire Oncologie, titularis: Prof. dr. J. Vansteenkiste
- EU-China Leerstoel InBev-Baillet Latour, titularis: Prof. dr. Jan Wouters
- Essenscia Chair Safety Engineering, titularis: prof. dr. Jan Degrève
- Ferring Chair in Reproductive Medicine, titularis: Prof. dr. Thomas D'Hooghe
- Fethullah Gülen Chair for Intercultural Studies, titularis: Prof. dr. Johan Leman
- Forum Anne en André Leysen "Interculturele verhoudingen", titularis: Prof. dr. Marie-Claire Foblets
- Fortis Chair in Financial and Actuarial Risk Management, titularissen: Prof. dr. Jan Dhaene, Prof. dr. Marc Goovaerts en Prof. dr. Steven Vanduffel
- GlaxoSmithKline Chair in Pulmonary Vascular Pathology, titularis: Prof. dr. Marion Delcroix
- GlaxoSmithKline Leerstoel voor Infectieziekten, titularissen: Prof. dr. J. Van Eldere en Prof. dr. P.M. Tulkens
- GlaxoSmithKline Leerstoel voor Respiratoire Farmacologie, titularis: Prof. dr. G. Verleden
- Hydrophobin Leerstoel, titularis: Prof. dr. G. Derdelinckx
- Innogenetics Viral Hepatitis Histopathology Chair, titularis: Prof. dr. T. Roskams
- INTAMS Chair for the Study of Marriage and Spirituality, titularis: Prof. dr. T. Knieps
- Internationale Roche Leerstoel voor Hematologie, titularis: Prof. dr. G. Verhoef
- Interventional Cardiology Cournand Forssman, titularis: Prof. dr. W. Desmet
- Jean-François Peterbroeck Chair for Translational Lung Cancer Research, titularis: Prof. dr. Johan Vansteenkiste en prof. Christophe Dooms
- Johnson&Johnson in Reconstructive Surgery, titularis: Dr. Michiel Mulier
- Johnson&Johnson Surgical Research in Pelvic Floor Dysfunction, titularis: Prof. dr. André D’Hoore
- Kanunnik P.J. Triest Leerstoel voor Onderwijs en Onderzoek ten behoeve van Pastoraat in de Gehandicaptenzorg en Geestelijke Gezondheidszorg, titularis: Prof. dr. A. Liégeois
- KBC: Ontwikkelen en beheren van business services als Shared Assets, titularissen: Prof. dr. Monique Snoeck Co-Titularis & Prof. dr. Guido Dedene
- Knowledge Discovery in Databases Politie Amsterdam - Amstelland, titularis: Prof. dr. S. Viaene
- Leerstoel Christendom van het Midden-Oosten, titularis: Prof.dr. Hermanus Teule
- Leerstoel Ignatiana en Jesuitica, titularis: Prof. dr. R. Faesen
- Leerstoel Leeftijdsgerelateerde Veranderingen in de Menselijke Motoriek, titularissen: dr. B.C.M. Smits - Engelsman en Prof. dr. S. Swinnen
- Leerstoel Pastoraat bij Doven en Slechthorenden, titularis: Prof. dr. M. Broesterhuizen
- Leerstoel voor Wetenschappelijk Onderzoek over Infectieziekten in Ontwikkelingslanden, titularis: Prof. dr. A. M. Van Damme
- LVD Leerstoel voor Plaatbewerking, titularis: Prof. dr. ir. Joost Duflou
- Management of Inflammatory Bowel Disease, titularissen : Prof. dr. P. Rutgeerts en Prof.dr. S. Vermeire
- Marguerite-Marie Delacroix Leerstoel, "Kind, Ontwikkeling en Samenleving", titularis: Prof. dr. Paul De Cock.
- Materialise Dental and Dentsply Friadent Chair for Implant Supported Oral Rehabilitation, titularis : School voor Tandheelkunde, Mondziekten en Kaakchirurgie
- Materialise Leerstoel "Patiëntspecifieke, beeldgebaseerde biomechanica", titularis: Prof. dr. ir. Jos Vander Sloten
- Merck Chair in Reproductive Medicine and Surgery, titularis: Prof. dr. Thomas D’Hooghe
- Merck Serono Chair for Translational Research in Digestive Oncology, titularissen: Prof. dr. Eric Van Cutsem en Prof. dr. Sabine Tejpar
- Microsoft Research Chair on Intelligent Environments, titularissen: Prof. dr.J.Vanthienen en Prof.dr. W. Lemahieu
- MSD/Schering-Plough Chair in Viral Hepatitis, titularis: Prof. dr. F. Nevens
- Novartis Pharma Chair in Gerontology and Geriatrics, titularis: Prof. dr. Steven Boonen
- Pfizer Chair for Research and Education on Haemophilia, titularis: Prof. dr. Kathelijne Peerlinck
- Pfizer Chair for Research and Teaching in Glaucoma, titularis: Prof. dr. Thierry Zeyen
- Pfizer Chair for Hypertension and Cardiovascular Research, titularis: Prof. dr. J. Staessen
- Pfizer Leerstoel voor Atherothrombose, titularissen: Prof. dr. J. Van Cleemput en Prof. dr. P. Verhamme
- Prof. Norbert Heimburger Chair in Thrombosis and Hemostasis, titularissen: Prof. dr. K. Peerlinck and Prof. dr. C. Van Geet
- Quantitative Consumer and Market Modeling, titularis: Prof. dr. Martina Vandebroek
- Raf Van Gorp Leerstoel voor Genetica, titularis: Prof. dr. J.P. Fryns
- Rik Branson Leerstoel Civil Society, titularis: Prof. dr. E. Schokkaert
- Roche Chair in Gastrointestinal Oncology, titularis: Prof. dr. E. Van Cutsem
- Roche Chair in Hematology, titularis: Prof. dr. Gregor Verhoef
- Roche Chair in Liver Diseases, titularis: Prof. dr. F. Nevens
- Roche Chair in Molecular Targeted Cancer Therapy, titularis: Prof. dr. J. Vansteenkinste
- Roche & GlaxoSmithKline Chair in Osteoporosis, titularis: Prof. dr. S. Boonen
- Ruelens-Van Gorp Foundation For Dystonia Research - Chair for Primary Dystonia, titularis: Prof. dr. Bart De Strooper
- Sanofi-Aventis Leerstoel voor Digestieve Oncologie, titularis : Prof. dr. E. Van Cutsem
- Sanofi-Aventis Leerstoel: Orthopedische Heelkunde, titularis : Prof. dr. Johan Bellemans
- Schering-Plough Chair in IBD, titularis: Prof.dr. Paul Rutgeert
- Schering-Plough Leerstoel voor Onderzoek in Inflammatoire Darmziekten, titularis: Prof. dr. P. Rutgeerts
- Serono Chair Neurologie: Multiple sclerose, titularis: Prof. dr. B. Dubois
- The Openconnect Research Chair on Business Process Discovery & Intelligence, titularis: Prof. dr. Guido Dedene
- Toshio Nakao Chair, titularissen: Prof. dr. B. Van Meerbeek en Prof. dr. P. Lambrechts
- UCB Chair of “Rheumatoid Arthritis Care”, titularis: Prof. dr. René Westhovens
- UCB Leerstoel voor Cognitieve Ontwikkelingsstoornissen, titularis: Prof. dr. L. Lagae
- UCB Leerstoel in Management of Inflammatory Bowel Disease, titularissen: Prof. dr. P. Rutgeerts & Prof. dr. Severine Vermeire
- Van der Weyden Leerstoel- Paul & Dora Janssen, titularis: Prof. dr. J. Van der Stock
- Varian Chair in Radiobiology, titularis: Prof. dr. K. Haustermans
- Verelst Leerstoel voor onderzoek naar nieuwe behandelingen van Baarmoederkanker, titularissen: Prof. dr. Frédéric Amant en Prof. dr. Ignace Vergote
- W.K. Kellogg Chair in Cereal Science and Nutrition, titularissen: Prof. dr. ir. Jan Delcour & Prof. dr. Kristin Verbeke
- Wyeth Chair Early Rheumatoid Arthritis management: Implementation of Intensive Treatment Strategies, titularis: Prof. dr. Patrick Verschueren

### Universiteit Gent

#### Leerstoelen Universiteit Gent
- Amnesty International, over de problematiek van de mensenrechten
- Leerstoel George Sarton voor de geschiedenis van de wetenschappen (gesticht 1986)
- Leerstoel Karel Geirlandt
- Leerstoel Tijdschrift voor Privaatrecht
- Olympische Leerstoel IBL "Henri de Baillet-Latour - Jacques Rogge" (UGent en UCL)
- UNESCO Leerstoel voor Eremologie of Woestijnkunde (gesticht 2008)
- Leerstoel Frans Verheeke over de toekomst van de sport (gesticht 2018)

#### Leerstoelen Vlerick Management School
- Leerstoel Internetbankieren (in samenwerking met BNP Paribas Fortis)
- ‘Ondernemen in Europa – Ondernemen in Zuid-Afrika’ (in samenwerking met Universiteit Stellenbosch)

#### Arteveldehogeschool Gent
- Internationale leerstoel Francine Gooris (opgericht 2002)
- Leerstoel onderwijs
- Leerstoel Jos Willems (marketing)

#### Vormingscentrum Guislain
- Leerstoel Triest-Guislain (gemeenschappelijk initiatief met Universiteit Antwerpen) met als doel bij studenten, academici en een ruimer publiek belangstelling te wekken voor evoluties op het vlak van (geestelijke)gezondheidszorg, opvoeding, onderwijs en welzijn.

### Universiteit Antwerpen
Het inwendig reglement van de universiteit voorziet hieromtrent: "Leerstoelen op naam zijn tijdelijke leerstoelen opgericht op basis van een bijdrage
van personen, verenigingen of bedrijven en daarom meestal genoemd naar degene die de bijdrage levert. Deze leerstoelen functioneren slechts gedurende de financieel gedekte periode of zolang de door de schenker ter beschikking gestelde middelen dit toelaten. Voor een tijdelijke leerstoel op naam geldt een jaarlijks geschonken kapitaal van minimum 60.000 euro over een periode van minimum drie jaar".

#### Leerstoelen Universiteit Antwerpen
- Leerstoel voor Mexicaanse Studiën "Miguel León-Portilla" (gesticht 1990)
- UNICEF-leerstoel kinderrechten (gesticht 2007)
- Leerstoel in transport, logistiek en haven (in samenwerking met BNP Paribas Fortis) met als doel snel en efficiënt te kunnen inspelen op nieuwe ontwikkelingen in de haven- en logistieke wereld (gesticht 2010).
- Leerstoel Universitair Centrum Sint-Ignatius (gesticht 2003)
- Leerstoel Jef Van Gerwen sj (Universitair Centrum Sint-Ignatius) (gesticht 2006)
- Leerstoel UCSIA-IJS/UA joods-christelijke verhoudingen (Universitair Centrum Sint-Ignatius en Instituut voor Joodse Studies aan de Universiteit Antwerpen) (gesticht 2008).
- Leerstoel Integraal Waterbeheer (met de steun van de Vlaamse Milieumaatschappij), (gesticht 1995)
- Leerstoel “Advanced Research in Addiction Medicine & Psychiatry" (voortgezet onderzoek van verslaving aan medicijnen in de psychiatrie) (met de steun van de Broeders van Liefde) (gesticht 2006).
- Leerstoel Social Profit (samenwerking met Acerta) (gesticht 2009).

#### Leerstoelen Artesis Hogeschool Antwerpen
- Leerstoel Andries Kinsbergen

#### Leerstoelen Lessiushogeschool
- Leerstoel Leo Tindemans, die tot doel heeft een bijdrage te leveren tot de verwezenlijking van de Europese gedachte

### Vrije Universiteit Brussel

#### Leerstoelen
- Leerstoel Humanistiek (gesteund door Unie Vrijzinnige Verenigingen) met als doel het ethische en moraalwetenschappelijke onderzoek te bevorderen over actuele maatschappelijke vraagstukken (gesticht 2006).
- Leerstoel Gommaar Van Oosterwyck
- Leerstoel Waardig Levenseinde (gesticht in 2011), gesteund door deMens.nu
- Leerstoel Active Ageing (actief oud worden).

### Universiteit Hasselt
- Leerstoel 'Herman Reynders: Inclusief en Excellent Onderwijs'  (gesticht in 2020)